# Tatra T4
Tatra T4 – oznaczenie tramwaju wytwarzanego w różnych odmianach w latach 1967–1986 w zakładach ČKD w Pradze w Czechosłowacji.

## Konstrukcja
Tramwaj T4 jest wersją wozu T3 o węższym pudle (2200 mm zamiast 2500 mm). Modyfikacje dotyczą też wyposażenia elektrycznego, podwozia i możliwości stosowania wagonów doczepnych (B4).
T4 to jednokierunkowy wóz konstrukcji stalowej, wyposażony w troje drzwi składanych harmonijkowo, wysokopodłogowy. Wagony doczepne B4 nie posiadają kabiny motorniczego (na jej miejscu umieszczono dodatkowe miejsca siedzące).

## Produkowane odmiany

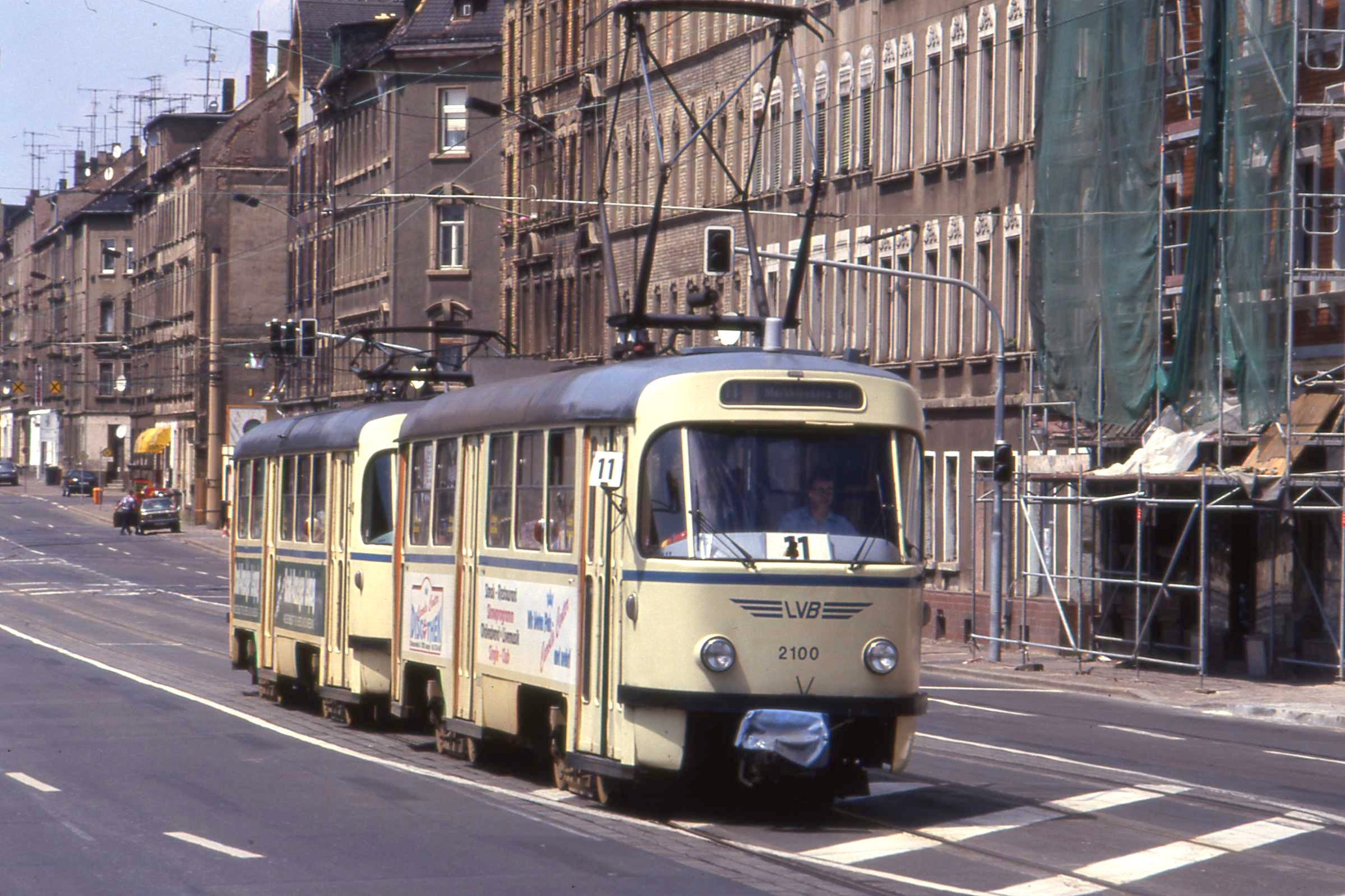
Skład T4D+B4D w Lipsku (1993)

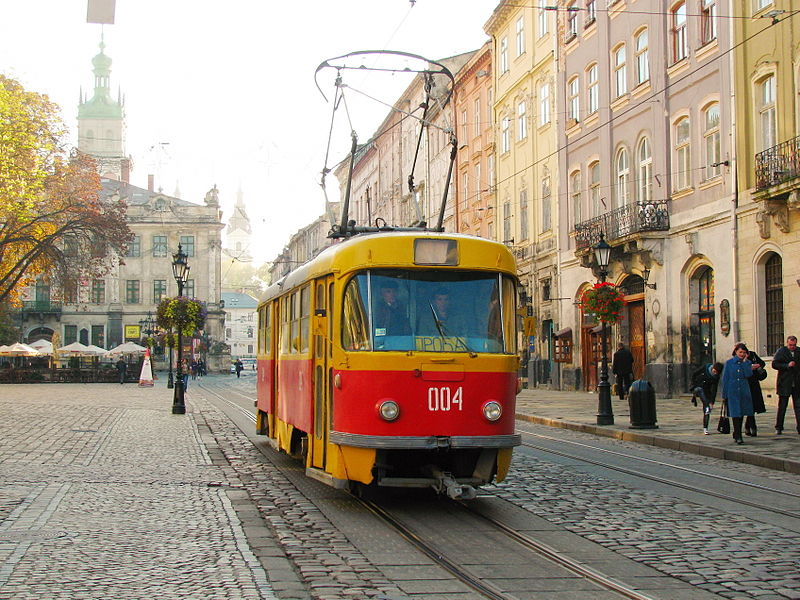
Tatra T4SU we Lwowie (2010)

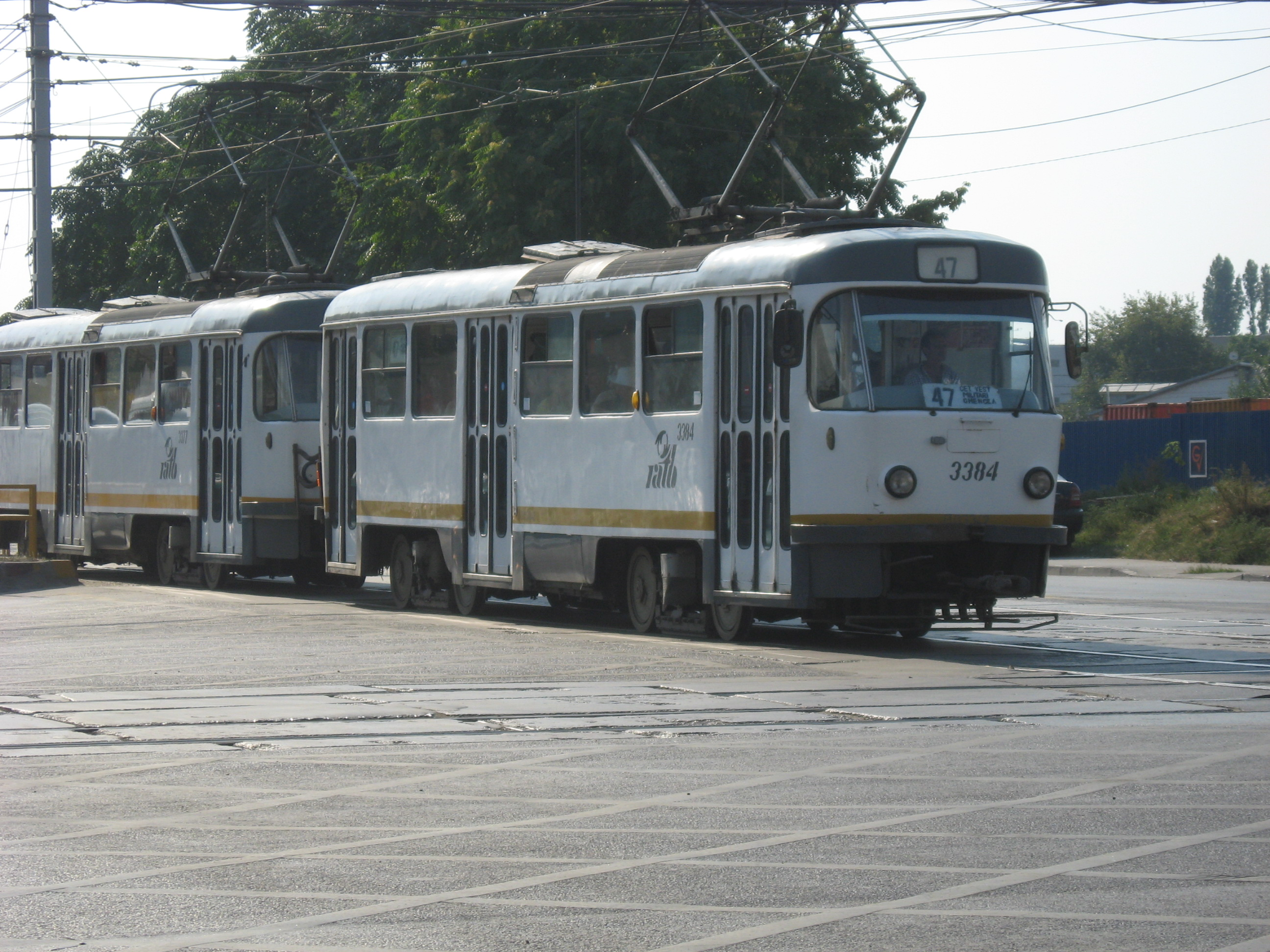
Skład Tatr T4R w Bukareszcie (2008)

### T4D
Wozy T4D eksportowane były do NRD i eksploatowane w Dreźnie, Halle, Lipsku i Magdeburgu. Ogółem dostarczono 1766 wagonów silnikowych. Wagony doczepne typu B4D, dostarczone w ilości 789 sztuk, posiadały zamiast kabiny motorniczego dwa dodatkowe miejsca. Tramwaje T4D eksploatowane były w NRD w składach dwu (wagon silnikowy i doczepny) oraz trójwagonowych (dwa wagony silnikowe i jeden doczepny – tzw. Großzug).
Po zjednoczeniu Niemiec w 1990 rozpoczęto modernizacje wagonów typu T4. W obecnej chwili niezmodernizowane wagony eksploatowane są wyłącznie w Lipsku, a w pozostałych miastach zmodyfikowane wagony otrzymały nowe oznaczenia: T4D-C (Halle), T4D-M (Lipsk i Magdeburg) i T4D-MT (Drezno). Przewoźnicy niemieccy wycofują stopniowo wagony tego typu i zastępują je taborem niskopodłogowym, a wyeksploatowane wagony znajdują nabywców poza granicami Niemiec. W ten sposób Magdeburg sprzedał część swego taboru wozów T4D do rumuńskiego miasta Oradea, wozy z Halle eksploatowane są w Królewcu i Jassach, a wagony z Lipska i Drezna eksploatowane są w Pjongjangu w Korei Północnej i Rostowie nad Donem w Rosji.

#### Eksploatacja w Lipsku
Historia wagonów T4D i B4D w Lipsku rozpoczyna się w roku 1969, kiedy to dostarczono pierwszy wagon Tatra T4D. Równolegle z dostarczaniem wozów T4D dostarczano wagony B4D. Rozpoczęły one kursowanie w następujących konfiguracjach:
- T4D + B4D
- T4D + T4D + B4D

W późniejszych latach podjęto się ich modernizacji. Zmodernizowano kabinę motorniczego, wymieniono reflektory, wyremontowano wnętrze, a w niektórych wagonach zakryto wózki. Przystosowano je również do ciągnięcia doczep niskopodłogowych typu NB4. Po dostarczeniu tramwajów NB4 część wagonów sprzedano do Rumunii oraz do Korei Północnej.
Równolegle z przyjazdem tramwajów T4D dostarczono wozy Tatra B4D. Kursowały one jako 2 lub 3 wagon w składzie. Te wagony również poddano modernizacji wstawiając część niskopodłogową, co doprowadziło do wydłużenia tramwaju. Tak zmodernizowane wagony oznaczono jako typ B4D-NF.

### T4SU
Wersja T4SU dla ZSRR posiadała zamkniętą kabinę motorniczego. W latach 1977–1979 sprowadzono 431 wagonów silnikowych dla miast Królewiec, Lipawa, Lwów, Żytomierz, Tallinn i Winnica. Nie wprowadzono wagonów doczepnych.

### T4R
Przeznaczona dla Rumunii wersja T4R nie różniła się zasadniczo od wersji T4SU. W latach 1973–1981 sprowadzono 321 wagonów silnikowych dla miast Arad, Braiła, Bukareszt, Gałacz i Jassy.

### T4YU
Wersja T4YU przeznaczona została dla Jugosławii. Dwa prototypowe wagony zostały wyprodukowane w roku 1967 dla Belgradu. Po krótkiej eksploatacji w tym mieście jeden wrócił jednak do Pragi, gdzie eksploatowany jest do dziś jako wóz wycieczkowy, a drugi przebudowany został na doczepny i sprzedany do Halle. W Zagrzebiu (obecnie Chorwacja) eksploatuje się do dziś wagony T4YU oraz doczepy B4YU. W latach 1972–1983 sprowadzono 117 wagonów silnikowych i 85 doczepnych.

## Modernizacje

### Halle
Między rokiem 1991 a 1994 modernizacji poddano 82 wagony silnikowe oraz 41 doczepnych: zmodernizowane tramwaje otrzymały oznaczenia T4D-C oraz B4D-C. Najważniejszą zmianą była wymiana układu sterowania, mająca na celu obniżenie zużycia energii elektrycznej. Na początku 1990 r. skład złożony z wagonów silnikowych nr 1150, 1151 oraz z doczepy nr 200 został przewieziony do warsztatów w Mittenwalde. W trakcie remontu zamontowano rozruch chopperowy firmy AEG, przemalowano pudło na kolor biały i umieszczono reklamę producenta wyposażenia elektrycznego. Wagony otrzymały także nowe drzwi harmonijkowe, przypominające te zamontowane w tramwajach firmy Duewag. Skład do końca eksploatacji zachował swoje nietypowe malowanie.
W następnych modernizowanych wagonach zmodyfikowano kształt kasety na tablicę kierunkową, wymieniono stare wózki na nowe, wyprodukowane w zakładach Megi-Federn, zamontowano nowe sprzęgi oraz dwuczęściowe drzwi odskokowo-wychylne. Tramwaje otrzymały barwy czerwono-srebrne.
W latach 1991–1992 w ramach pierwszego etapu modernizacji, przebudowano 10 składów w warsztatach w Mittenwalde. Tylne światła zastąpiono lampami pochodzącymi z samochodów typu Wartburg 353, wymieniono kierunkowskazy na typ fabrycznie montowany w wagonach T4D od 1986 r. Poza tym w przedziale pasażerskim zamontowano nowe siedzenia.
W ramach drugiego etapu modernizacji, która przebiegała w latach 1992–1994, przebudowano 31 składów. Tramwaje otrzymały nowe światła tylne i kierunkowskazy, nowe siedzenia w przedziale pasażerskim oraz fotokomórki nad wyjściami. W późniejszym czasie pantograf nożycowy zastąpiono pantografem połówkowym Stemanna.
Podczas trzeciego etapu modernizacji wyremontowane wcześniej składy ponownie przebudowano; miało to miejsce przy okazji przeglądów technicznych, trwających w latach 1998–2005. Powiększono kabinę motorniczego, zamontowano klimatyzację; na skutek powiększenia kabiny zmniejszono pierwsze drzwi. Wewnątrz zainstalowany został system informacji pasażerskiej. Wagony otrzymały malowanie czerwono-srebrne. Ostatni etap modernizacji przeprowadzony został w Halle.

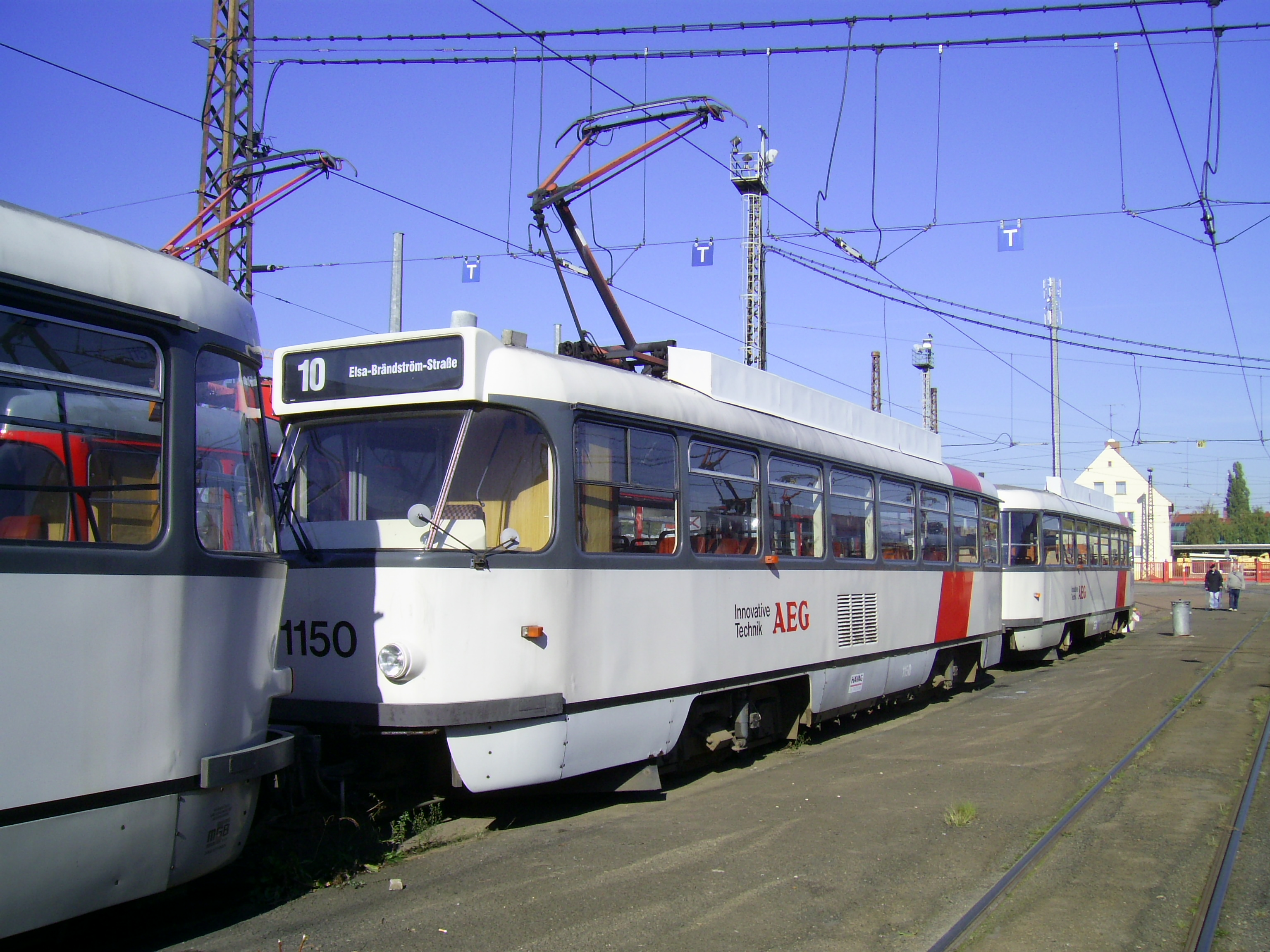
Prototypowe wagony typu T4D-C
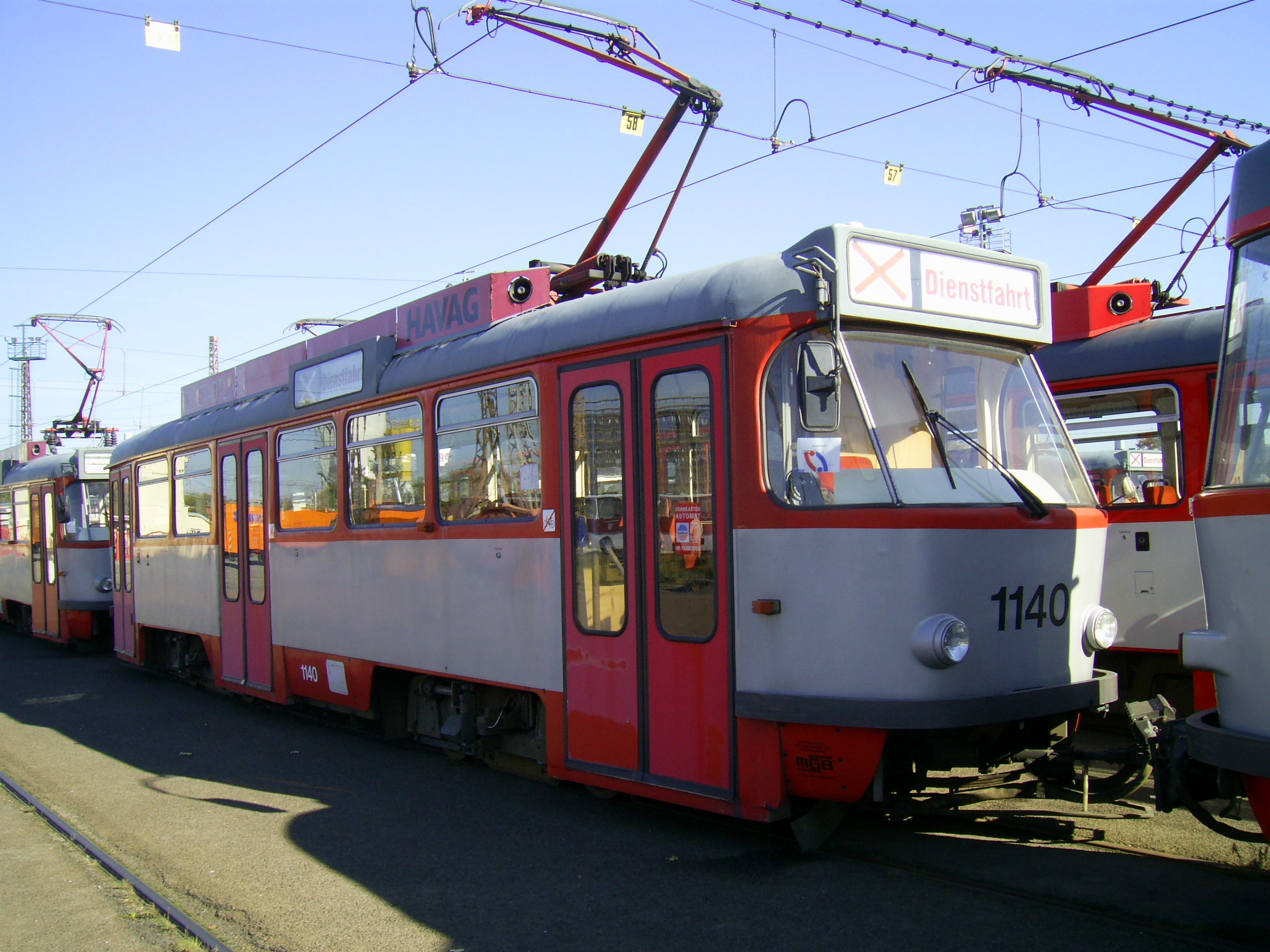
T4D-C wyremontowany w ramach drugiego etapu modernizacji
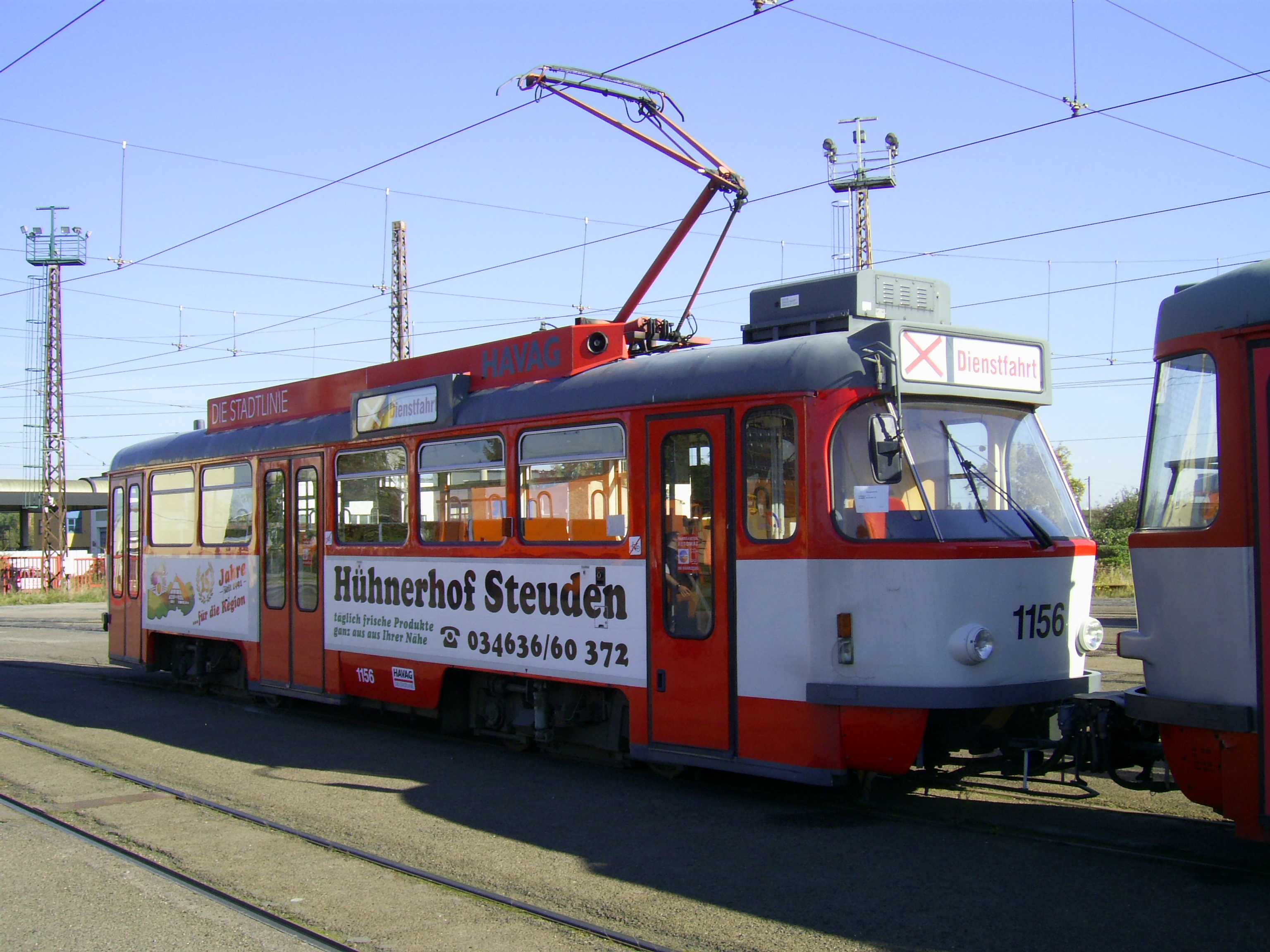
T4D-C wyremontowany w ramach trzeciego etapu modernizacji

## Dostawy
| Państwo        | Miasto         | Typ            | Lata dostaw    | Liczba | Numery taborowe |
| -------------- | -------------- | -------------- | -------------- | ------ | --------------- |
| ZSRR           | Królewiec      | T4SU           | 1971–1979      | 223    | 101–323         |
| ZSRR           | Lipawa         | T4SU           | 1976–1979      | 15     | 201–215         |
| ZSRR           | Lwów           | T4SU           | 1972–1979      | 73     | 801–873         |
| ZSRR           | Tallinn        | T4SU           | 1973–1979      | 60     | 250–309         |
| ZSRR           | Winnica        | T4SU           | 1971–1979      | 42     | 106–147         |
| ZSRR           | Żytomierz      | T4SU           | 1977–1979      | 18     |                 |
| Jugosławia     | Belgrad        | T4YU           | 1967–1972      | 22     | 1–20, 111, 112  |
| Jugosławia     | Zagrzeb        | T4YU           | 1976–1983      | 95     | 401–494         |
| NRD            | Drezno         | T4D            | 1967–1984      | 572    |                 |
| NRD            | Halle          | T4D            | 1968–1986      | 323    | 901–1223        |
| NRD            | Lipsk          | T4D            | 1968–1986      | 597    | 1601–2197       |
| NRD            | Magdeburg      | T4D            | 1968–1986      | 274    | 1001–1274       |
| Rumunia        | Arad           | T4R            | 1974–1981      | 100    | 80–179          |
| Rumunia        | Braiła         | T4R            | 1978           | 10     | 19–28           |
| Rumunia        | Bukareszt      | T4R            | 1973–1975      | 131    | 3301–3431       |
| Rumunia        | Gałacz         | T4R            | 1978           | 10     | 61–70           |
| Rumunia        | Jassy          | T4R            | 1978–1981      | 70     | 201–270         |
| Łączna liczba: | Łączna liczba: | Łączna liczba: | Łączna liczba: | 2625   |                 |